# Cyrtonus martorelli
Cyrtonus martorelli é uma espécie de artrópode pertencente à família Chrysomelidae.